# Helenów (Łódź)
Helenów [pronunciación en polaco: /xɛˈlɛnuf/] es un pueblo ubicado en el distrito administrativo de Gmina Ujazd, dentro del condado de Tomaszów Mazowiecki, Voivodato de Łódź, en el centro de Polonia. Se encuentra a unos 7 kilómetros al oeste de Ujazd, a 16 kilómetros al noroeste de Tomaszów Mazowiecki, y a 33 kilómetros al sureste de la capital regional Łódź.